# Мартин австралійський
Мартин австралійський (Chroicocephalus novaehollandiae) — середніх розмірів птах родини мартинові. Поширений на узбережжі Австралії.

## Опис

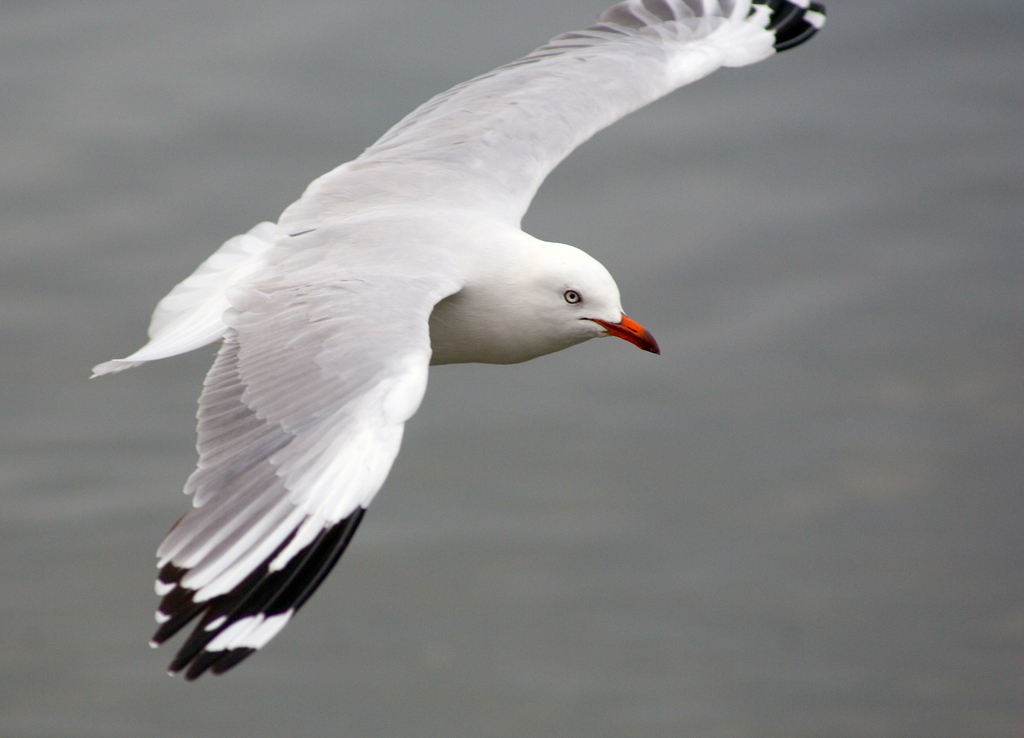
У польоті, Квінсленд, Австралія

Мартин австралійський досягає довжини від 36 до 44 см. Довжина крил — від 26,8 до 31,9 см. Розмах крил становить від 91 до 96 см. Вага птаха — від 265 до 315 г. Самці трохи більші та важчі ніж самиці.
У дорослих птахів голова, хвіст і нижня частина тіла білого кольору. Спина і криють блідо-сірі. Крила чорні з великими білими плямами. Дзьоб і ноги яскраво-червоні. Очі жовтувато-білі з тонким червоним очним кільцем. Птахи, що не гніздяться, зазвичай мають менш яскраве забарвлення і мають більш темне кільце навколо очей. Крім того, поза періодом розмноження на дзьобі помітно темну пляму різної форми.
У молодих птахів лускатий, коричневий малюнок на крилах. В іншому вони дуже схожі на статевозрілих птахів. Дзьоб і очі зазвичай від чорного до темно-коричневого відтінку, а ноги ще жовтувато-коричневі.

## Ареал
Мартин австралійський поширений на узбережжі, островах і великих озерах Австралії, Тасманії і Нової Каледонії. Птахи мігрують на невеликі відстані.
Популяція птахів зростає. На початку 1990-х років в Австралії гніздилось приблизно 500 000 пар у 200-х гніздових колоніях.

## Спосіб життя

### Харчування
Мартин австралійський живиться черв'яками, рибою, комахами та ракоподібними.

### Розмноження

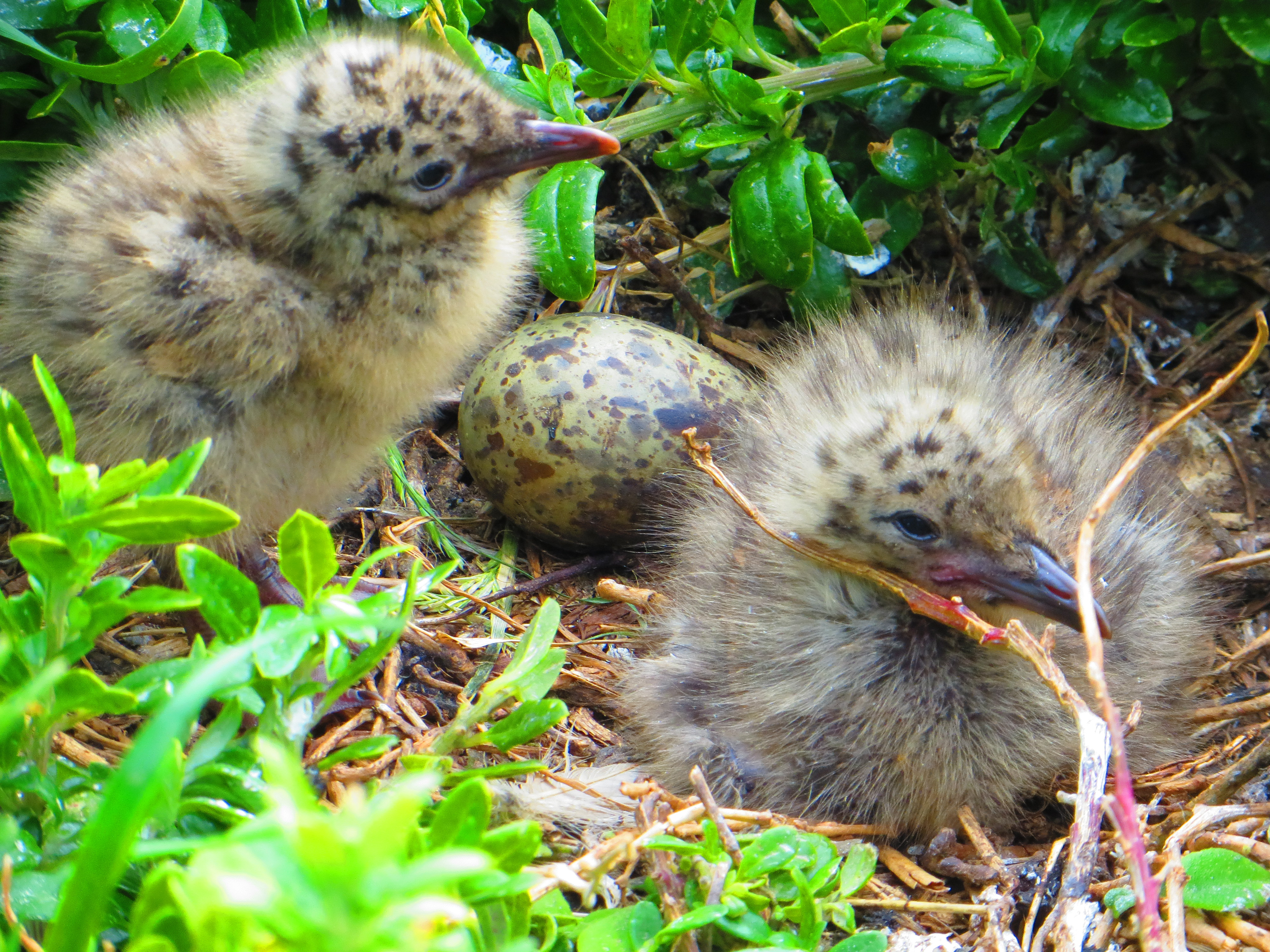
Пташенята

Мартин австралійський гніздиться в колоніях, лише зрідка пари гніздяться окремо. Часто птахи спаровуються з торішніми партнерами й використовують те ж саме місце гніздування, що і роком раніше. Гнізда споруджуються зазвичай на землі, але можуть знаходитися і в кущах на висоті до 2,5 м над землею. Вид здатний вирощувати виводок цілий рік. Зазвичай час розмноження на заході Австралії припадає з березня по листопад.

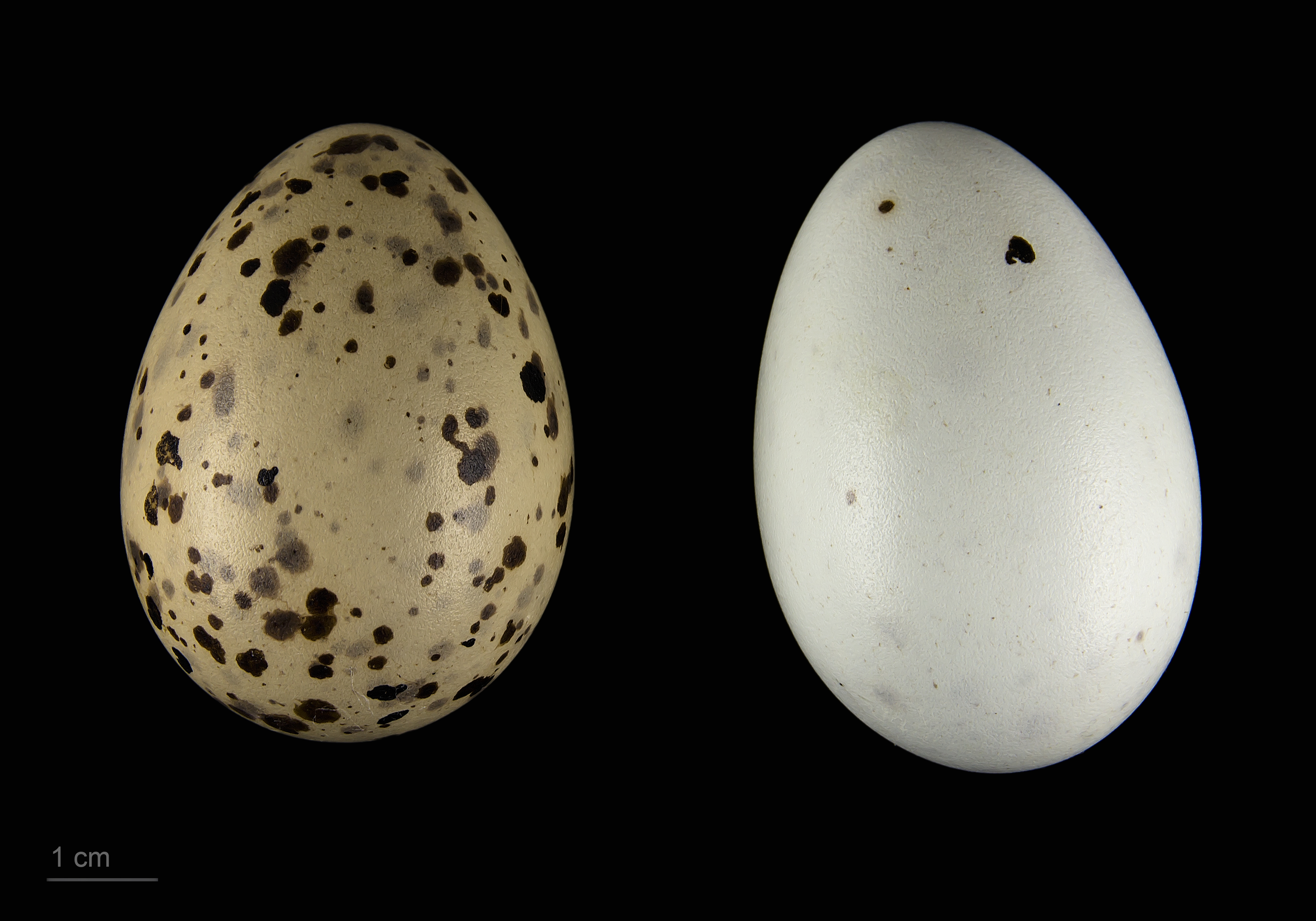
Яйце Chroicocephalus novaehollandiae — Тулузький музей

У кладці від одного до п'яти яєць. Висиджування триває від 21 до 27 днів. Молоді птахи залишаються 4 тижні в гніздовій колонії. Потім ще два тижні батьківські птахи годують їх поза гніздовою колонією. У віці від 3 до 4 років птахи стають статевозрілими.

## Підвиди
Виділяють два підвиди. Більш великий підвид Larus novaehollandiae fosteri гніздиться на півночі Австралії, в Новій Каледонії й на Луайоте.